# Grays
Grays este un oraș în comitatul Essex, regiunea East, Anglia. Orașul se află în districtul unitar Thurrock a cărui reședință este.